# حسن غزواني
حسن غزواني لاعب كرة قدم سعودي ، يلعب في خط الوسط في نادي الجيل.

## مسيرة اللاعب
أعاره الاتفاق إلى نادي النهضة في عام 2017 و أعاره مرة أخرى إلى نادي النهضة في عام 2018 و أعاره إلى نادي المجزل في عام 2019 و إلى نادي الثقبة في عام 2020 و أعير إلى نادي بيشة في 2021 و أعير إلى نادي الساحل مطلع عام 2022 و لعب بعدها مع نادي الباطن ونادي الجيل.

## روابط خارجية
- حسن غزواني على موقع Soccerway.com (الإنجليزية)